# Henry W. Dwight

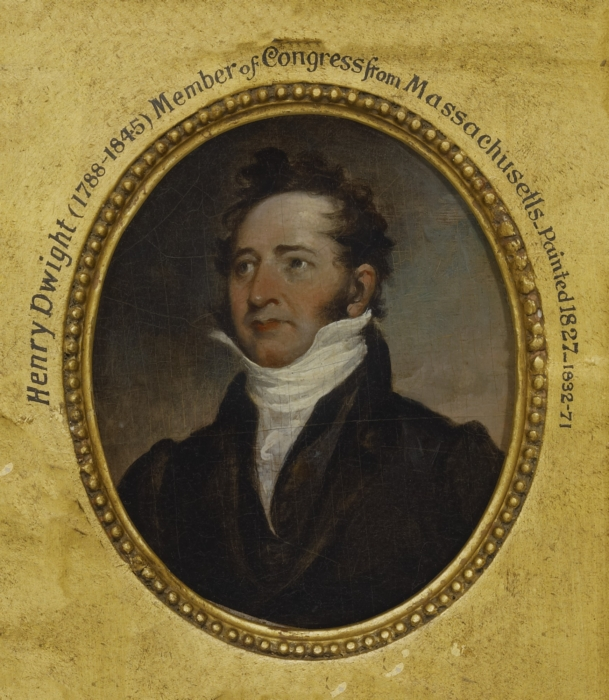
Henry W. Dwight (Gemälde von John Trumbull, 1827)

Henry Williams Dwight (* 26. Februar 1788 in Stockbridge, Massachusetts; † 21. Februar 1845 in New York City) war ein US-amerikanischer Politiker. Zwischen 1821 und 1831 vertrat er den Bundesstaat Massachusetts im US-Repräsentantenhaus.

## Leben
Henry Dwight besuchte das Williams College in Williamstown. Nach einem anschließenden Jurastudium und seiner 1809 erfolgten Zulassung als Rechtsanwalt begann er in Stockbridge in diesem Beruf zu arbeiten. Während des Britisch-Amerikanischen Krieges war er als Oberst Stabsoffizier bei General Whiton. Gleichzeitig schlug er als Mitglied der Föderalistischen Partei eine politische Laufbahn ein. 1818 wurde er in das Repräsentantenhaus von Massachusetts gewählt. In den 1820er Jahren schloss er sich der Bewegung gegen den späteren Präsidenten Andrew Jackson an und wurde Mitglied der kurzlebigen National Republican Party.
Bei den Kongresswahlen des Jahres 1820 wurde Dwight im siebten Wahlbezirk von Massachusetts in das US-Repräsentantenhaus in Washington, D.C. gewählt, wo er am 4. März 1821 die Nachfolge von Henry Shaw antrat. Nach vier Wiederwahlen konnte er bis zum 3. März 1831 fünf Legislaturperioden im Kongress absolvieren. Seit 1823 vertrat er dort als Nachfolger von John Reed den neunten Distrikt seines Staates. Seit dem Amtsantritt von Präsident Jackson im Jahr 1829 wurde innerhalb und außerhalb des Kongresses heftig über dessen Politik diskutiert. Dabei ging es um die umstrittene Durchsetzung des Indian Removal Act, den Konflikt mit dem Staat South Carolina, der in der Nullifikationskrise gipfelte, und die Bankenpolitik des Präsidenten. Im Jahr 1830 verzichtete Dwight auf eine weitere Kongresskandidatur.
1834 wurde er nochmals Abgeordneter im Staatsparlament von Massachusetts. Ansonsten betätigte er sich in der Landwirtschaft auf dem Gebiet der Rinder- und Schafzucht. Henry Dwight starb am 21. Februar 1845 in New York.